# Мариана Аламанчева
Мариана Ивайлова Аламанчева е българска актриса.

## Биография
Родена е в София на 23 май 1941 г. Първоначално завършва електротехникум С.М.Киров, а след това и актьорско майсторство за драматичен театър във ВИТИЗ „Кръстьо Сарафов“ през 1964 г. в класа на професор Желчо Мандаджиев.
Актриса от Сатиричен театър „Алеко Константинов“ от 1967 година. Играла е в Драматичен театър „Йордан Йовков“ в Толбухин, но в репертоара на Сатирата има 41 роли.
Мариана Аламанчева остава завинаги като „Кака Мариана“ в култовото за 60-те години предаване „Сладкарница „Захарно петле“.
Участва и във фестивала „Златният кос“ (1975) с песента „Ела“ на Димитър Симеонов, по текст на Васил Сотиров.
Прави запомнящи се роли във филмите „Селянинът с колелото“ (1974), „Два диоптъра далекогледство“ (1975), „Не си отивай!“ (1976), „Баш майсторът фермер“ (1981), „Мъже в командировка“ (1968) и др.
Аламанчева е сред артистите в популярните мюзикъли на Българската национална телевизия „Криворазбраната цивилизация“ (1974) по класическата пиеса на Добри Войников и „Вражалец“ (1976) по Ст. Л. Костов.
През 2017 г. е отличена от Министерството на културата с почетно отличие „Златен век“ в категория „Звезда“.
Работи и записва в Българското национално радио.
Умира на 15 януари 2018 г., 7 месеца след смъртта на дъщеря си Зорница през юни 2017 г.

## Награди и отличия
- Златен век в категория „Звезда“ от Министерството на културата (София, 2017)

## Театрални роли
- „Седмо: кради по-малко“ (Дарио Фо)
- „Как писар Тричко не се ожени за царкиня Кита с китка накичена“ (Никола Русев)
- „Сако от велур“ - Дерменджиева
- „Рейс“ (Станислав Стратиев) - жената
- „Семейство Тот“ (И. Йоркейн) - госпожа Тот
- „Голямото чистене“ (Й. Чурка)
- „Сватба“ (Елиас Канети) - Гретхен [4]
- „Автобиография“ (1977) (Бранислав Нушич)

## Телевизионен театър
- „Вражалец“ (1976) (Ст. Л. Костов), мюзикъл, 2 части, Втора реализация - Босилка
- „Ловчанският владика“ (1975) (Теодосий Икономов) - мюзикъл
- „Лисичета“ (1975) (Лилиян Хелман)
- „Криворазбраната цивилизация“ (1974) (Добри Войников) - Марийка
- „Война в джунглата“ (1974) (Димитър Подвързачов)
- „Весела антология“ (1970) (Иван Вазов)
- „12 стола“ (1969) (Илф и Петров)
- „Албена“ (1968) (Йордан Йовков) - Албена

## Филмография
| Година    | Филми и Сериали             | Серии  | Роля                                               |
| --------- | --------------------------- | ------ | -------------------------------------------------- |
| 1989      | Три срещи със загадъчното   | 3      | лаборантката Ренета                                |
| 1981      | Баш майсторът фермер        |        | ветеринарен лекар                                  |
| 1977      | Година от понеделници       |        |                                                    |
| 1977      | Темната кория               |        | Анастасия                                          |
| 1975      | Два диоптъра далекогледство |        | длъжностното лице в ритуалната зала                |
| 1976      | Не си отивай!               |        | учителката Петранска                               |
| 1975      | До татко на фронта          |        | Надежда Андреева, майката на Мишо                  |
| 1974      | Последният ерген            |        |                                                    |
| 1974      | Селянинът с колелото        |        | Танчето                                            |
| 1974      | На живот и смърт            | 3      | Цвета                                              |
| 1973      | Морал                       |        | медицинската сестра                                |
| 1972      | Тихият беглец               |        | медицинската сестра                                |
| 1970      | С особено мнение            |        |                                                    |
| 1969-1971 | На всеки километър          | 26     | Ани, племенничка на леля Мишу (в 26-а серия, 1971) |
| 1969      | Свобода или смърт           |        |                                                    |
| 1968      | Мъже в командировка         | 3 нов. | художничката Виолета (във 2-та: „Епизодът“)        |
| 1967      | Шведските крале             |        | Валя, технически ръководител на обекта             |
| 1964      | Невероятна история          |        |                                                    |